# Comunidade quilombola Agreste
Agreste é uma comunidade remanescente de quilombo, população tradicional brasileira, localizada no município brasileiro de Seabra, na Bahia. A comunidade de Agreste, na Chapada Diamantina, é formada por uma população de 74 famílias, distribuídas em uma área de 2.340,5536 hectares. O território foi certificado como remanescente de quilombo (reminiscências históricas de antigos quilombos) em 2011, pela Fundação Cultural Palmares.
Esta comunidade é gerida pela Associação Comunitária Amigos do Agreste e teve o Relatório Técnico de Identificação e Delimitação publicado em 2010 (etapa da regularização fundiária), mas ainda está com a situação fundiária em análise (não titulada) no INCRA. Seu território foi titulado em 27 de setembro de 2014.
A oralidade indica que a comunidade quilombola de Agreste existe desde a época em que o transporte era feito em lombo de burro.

## Tombamento
O tombamento de quilombos é previsto pela Constituição Brasileira de 1988, bastando a certificação pela Fundação Cultural Palmares:
Art. 216. Constituem patrimônio cultural brasileiro os bens de natureza material e imaterial, tomados individualmente ou em conjunto, portadores de referência à identidade, à ação, à memória dos diferentes grupos formadores da sociedade brasileira [...]
§ 5º Ficam tombados todos os documentos e os sítios detentores de reminiscências históricas dos antigos quilombos.
Portanto, a comunidade quilombola de Agreste é um patrimônio cultural brasileiro, tendo em vista que recebeu a certificação de ser uma "reminiscência histórica de antigo quilombo" da Fundação Cultural Palmares no ano de 2011.

## Situação territorial
O título da terra (regularização fundiária) proporciona que a comunidade enfrente menos dificuldades para desenvolver a agricultura (como conflitos pela posse da terra com os fazendeiros da região em que se localiza), que solicite o licenciamento ambiental de seu território e solicite políticas sociais e urbanas para melhorias de suas condições de vida, como infraestrutura urbana de redes de energia, água e esgoto.
Desde a formação da comunidade quilombola de Agreste, sua produção é de agricultura de base ecológica tendo em vista que utiliza métodos orgânicos de cultivo (sem agroquímicos e sem plantas geneticamente modificadas). Fatores que estão associados às questões hídricas, do solo e da própria identidade da comunidade em seu fator de pertencimento territorial. Dentre as técnicas interessantes, está o reuso de águas verdes para a rega com regadores (chamados “chuveiros”) que controlam a quantidade de água.
Povos Tradicionais ou Comunidades Tradicionais são grupos que possuem uma cultura diferenciada da cultura predominante local, que mantêm um modo de vida intimamente ligado ao meio ambiente natural em que vivem. Através de formas próprias: de organização social, do uso do território e dos recursos naturais (com relação de subsistência), sua reprodução sócio-cultural-religiosa utiliza conhecimentos transmitidos oralmente e na prática cotidiana.